# صمويل هنريكه سيلفا غيماراس
صمويل هنريكه سيلفا غيماراس (23 يوليو 1989 في البرازيل – )؛ هو لاعب كرة قدم كان يلعب كلاعب وسط.

## وصلات خارجية
- صمويل هنريكه سيلفا غيماراس على موقع Soccerway.com (الإنجليزية)